# 世界情報社会・電気通信日
世界情報社会・電気通信日（せかいじょうほうしゃかい・でんきつうしんび、英語: World Telecommunication and Information Society Day）は、国際デーの1つ。毎年5月17日。

## 世界電気通信日
1968年、国際電気通信連合(ITU)は、1865年5月17日の万国電信条約が署名された日を記念して世界電気通信日(World Telecommunication Day)と定めた。
この日の主な目的は、インターネットと新技術によってもたらされる社会の変化に対する世界的な認識を高めることであり、また、デジタルデバイドの是正・削減を支援することも目的としていた。

## 世界情報社会の日
2005年にチュニスで開催された世界情報社会サミット・フェーズ2において、5月17日を世界情報社会の日(World Information Society Day)とすることが宣言され、その後の国連総会で採択された。

## 世界情報社会・電気通信日
2006年11月にトルコのアンタルヤで開催されたITU全権会議において、同日の2つの記念日を統合して世界情報社会・電気通信日とし、より幅広い趣旨の記念日とすることが決議された。